# Andrea Vavassori
Andrea Vavassori (Torino, 5 maggio 1995) è un tennista italiano.
Specialista del doppio, ha vinto dieci tornei del circuito maggiore e ha raggiunto la finale agli Australian Open nel 2024 e nel 2025 e all'Open di Francia nel 2024, sempre in coppia con Simone Bolelli. Nell'ottobre del 2024 ha raggiunto il 6º posto della classifica mondiale, miglior posizione di un tennista italiano e terzo di sempre dopo Fabio Fognini e Simone Bolelli a essere entrato nella top 10 dall'introduzione del calcolo computerizzato. Nel doppio misto in coppia con Sara Errani ha trionfato agli US Open 2024, diventando il secondo tennista italiano a trionfare in un torneo del Grande Slam in questa specialità, primo dell’era Open, e all'Open di Francia 2025. In singolare ha disputato due quarti di finale nel circuito ATP ed è stato 128º del ranking nel giugno 2023. Ha esordito nella squadra italiana di Coppa Davis nel 2024, vincendola in quella stessa edizione.

## Carriera

### 2011-2015: inizi da professionista
Fa la sua prima apparizione tra i professionisti nel 2011 alle qualificazioni di un torneo ITF Futures ad Aosta. Inizia a giocare con continuità nel 2013 ed entra per la prima volta nel tabellone principale di un Futures al torneo Turkey F50, vincendo al primo turno nel torneo di doppio. In singolare l'esordio in un Futures avviene nel 2014, nel marzo 2015 vince il primo incontro al Futures Turkey F10. A luglio raggiunge la sua prima finale da professionista in coppia con Alessandro Luisi, perdendo in tre set contro Andrea Collarini/Tomas Lipovsek Puches all'Italy F18 di Modena. Il mese dopo perde la finale in doppio anche all'Italy F24 di Piombino. Verso fine anno disputa per la prima volta i quarti di finale in singolare in due tornei Futures egiziani.

### 2016: primi titoli ITF
Nel febbraio 2016 alza il primo trofeo da professionista vincendo in coppia con George Van Massow la finale in doppio al Futures Great Britain F2 di Sunderland. Quell'anno disputa in totale 12 finali in doppio nei tornei Futures, si aggiudica 6 titoli e sale nella classifica mondiale fino al 316º posto in ottobre. In singolare perde in aprile la prima finale in carriera all'Egypt F11 contro Jaroslav Pospíšil, e durante la stagione perde altre due finali. In luglio esordisce nel circuito Challenger vincendo al primo turno nel torneo di doppio di Recanati, mentre in singolare viene eliminato al primo turno.

### 2017: primo titolo Challenger
Nel luglio 2017 raggiunge la sua prima finale in un Challenger a Recanati con Julian Ocleppo, perdendo in tre set contro Jonathan Eysseric/Quentin Halys. Il 26 novembre 2017 vince il primo trofeo Challenger in coppia con Lorenzo Sonego ad Andria, battendo in finale per 6–3, 3–6, [10–7] Sander Arends/Sander Gillé. Grazie a questo successo termina la stagione al 174º posto mondiale, nuovo best ranking. Nel 2017 vince inoltre 5 delle 9 finali Futures disputate in doppio, mentre in singolare non va oltre le 4 semifinali giocate nei Futures.

### 2018: tre titoli Challenger
Nel 2018, dopo la vittoria in doppio in un Futures egiziano in febbraio, si dedica quasi esclusivamente ai tornei Challenger. Deve aspettare fine aprile per la prima finale stagionale in un Challenger, che vince in coppia con Ocleppo a Francavilla al Mare superando in due set Ariel Behar/Máximo González. In maggio fa il suo esordio nel circuito maggiore grazie a una wild card per gli Internazionali d'Italia, e insieme a Ocleppo viene sconfitto al primo turno. In giugno perde con Attila Balázs la finale del Challenger di Poznan e il 1º luglio conquista il terzo Challenger in carriera vincendo con Ocleppo la finale a Milano. La coppia italiana si ripete tre settimane più tardi trionfando nella finale della San Benedetto Tennis Cup e il 30 luglio Vavassori porta il best ranking alla 115ª posizione mondiale. Nell'arco della stagione non ottiene risultati degni di nota in singolare.

### 2019: un titolo Challenger
Comincia il 2019 arrivando in finale con Gonçalo Oliveira all'Orlando Open, nei mesi successivi raggiunge 4 semifinali e il 9 giugno vince il Poznań Open in coppia con David Vega Hernández. In questo Challenger polacco ottiene il suo risultato più significativo di inizio carriera in singolare raggiungendo la semifinale, persa in due set contro l'esperto Tommy Robredo, risultato con cui guadagna 56 posizioni nella classifica mondiale e porta il best ranking al 339º posto. Perde le finali in doppio a Milano in giugno, a Recanati in luglio, all'Aquila in agosto e a Brest in ottobre. La classifica rimane stabile a ridosso della top 100.

### 2020: quarti di finale al Masters 1000 di Roma, top 100 e un titolo Challenger
Inizia il 2020 con la trasferta in Oceania, al torneo ITF M15 di Te Anau perde la finale in singolare contro Luke Saville e vince quella in doppio in coppia Luca Margaroli, assieme al quale perde le finali ai Challenger di Numea e di Burnie. A metà gennaio aveva perso la semifinale in singolare a Bendigo contro il futuro vincitore Steve Johnson dopo aver eliminato nei quarti il nº 92 ATP Damir Džumhur, primo top 100 sconfitto in singolare. Il 10 febbraio raggiunge il suo miglior ranking in singolare al 278º posto. Il 23 febbraio perde con Margaroli la finale al Challenger di Bergamo. Dopo la lunga pausa dovuta alla pandemia di COVID-19, a settembre raggiunge per la prima volta i quarti di finale in un Masters 1000 in coppia con Sonego agli Internazionali d'Italia, dopo aver eliminato al primo turno le teste di serie nº 2 Rajeev Ram/Joe Salisbury. La settimana dopo perde la finale a Forlì insieme ad Andrej Golubev ed entra per la prima volta tra i top 100 del ranking. Eliminato al secondo turno del neonato ATP 250 Sardegna Open assieme a Sonego, vince l'ultimo Challenger della stagione a Maia in coppia con Zdeněk Kolář.

### 2021: un titolo ATP in doppio e debutto in un singolare ATP
Nel gennaio 2021 arriva in semifinale all'Antalya Open (ATP 250) in coppia con Salvatore Caruso e sale al 90º posto del ranking. Il mese dopo viene convocato per la prima volta a rappresentare l'Italia all'ATP Cup e viene sconfitto con Bolelli da Mahut / Roger-Vasselin. Il 10 febbraio vince il primo incontro in uno Slam agli Australian Open in coppia con Sonego contro Paire/Arneodo prima di perdere da Bolelli e González. Il 10 aprile vince il primo titolo ATP al Sardegna Open, in coppia con Lorenzo Sonego, superando in finale Bolelli/Gonzalez per 6–3, 6–4. Due settimane più tardi raggiunge con Matteo Berrettini la semifinale al 250 di Belgrado, risultati che lo portano al 70º posto mondiale. Nei successivi 9 tornei vince in totale due soli incontri e viene eliminato al primo turno agli Internazionali d'Italia, al Roland Garros e a Wimbledon.
Raggiunge quindi la semifinale al Challenger di Salisburgo e i quarti nei tornei ATP di Båstad e Kitzbühel. A settembre perde la finale in doppio al Challenger di Como e si aggiudica il titolo in quello di Tulln an der Donau in coppia con Dustin Brown. Il mese dopo, ancora con Brown, vince il Challenger di Napoli e perde la finale in quello di Ercolano, l'8 novembre porta il best ranking alla 69ª posizione. A novembre supera le qualificazioni e vince il suo primo match di singolare nel circuito maggiore all'ATP 250 di Stoccolma, contro Pavel Kotov per 6–3, 6–4, ed esce al secondo turno per mano di Denis Shapovalov. A fine mese conferma i progressi in singolare raggiungendo la semifinale al Challenger di Bari, che gli consente di portare il best ranking di specialità alla 262ª posizione, mentre viene sconfitto nella finale di doppio insieme a David Vega Hernández.

### 2022: una finale ATP, terzo turno agli US Open e top 60 in doppio; prime finali Challenger e top 200 in singolare
Sconfitto al primo turno agli Australian Open, raggiunge i quarti di finale nei successivi tre tornei ATP in coppia con Sonego, in particolare all'ATP 500 di Rio de Janeiro dove eliminano al primo turno le teste di serie nº 2 Juan Sebastián Cabal / Robert Farah. In marzo perde in semifinale al Torino Challenger e a fine mese vince il titolo allo Zadar Open in coppia con Zdeněk Kolář. Ad aprile disputa a Marrakech la seconda finale nel circuito maggiore e in coppia con Jan Zieliński viene sconfitto in due set da Rafael Matos / David Vega Hernández. Un infortunio lo tiene fermo alcune settimane, rientra al Roland Garros e in coppia con Sonego viene sconfitto al secondo turno dopo aver eliminato gli specialisti Matthew Ebden / Max Purcell. In coppia con Nikola Ćaćić esce al secondo turno anche a Wimbledon, dove supera le qualificazioni in singolare e viene sconfitto al primo turno del main draw. Vince quindi il torneo di doppio al Challenger di Verona assieme a Luis David Martínez.
A fine luglio disputa a San Benedetto del Tronto la sua prima finale Challenger in singolare e raccoglie solo due giochi contro Raul Brancaccio. La settimana successiva vince il Challenger di Cordenons assieme a Dustin Brown e perde la seconda finale consecutiva in singolare, questa volta contro Zhang Zhizhen. Con questi risultati ritocca il best ranking in entrambe le specialità, salendo al 176º posto in singolare e al 63º in doppio. Alla sua prima partecipazione agli US Open, dove gioca assieme a Sonego, raggiunge per la prima volta il terzo turno in uno Slam dopo aver eliminato le teste di serie nº 9 Bopanna / Middelkoop. A settembre vince assieme a Brown i Challenger 125 di Stettino e Genova, superando in entrambe le finali Jebavý / Pavlásek, e porta il best ranking alla 51ª posizione. Il mese successivo raggiunge con Sonego le semifinali nei tornei ATP di Firenze, nel quale battono nei quarti Mektic / Pavic, e di Napoli, perdendo in entrambe le occasioni dopo incontri equilibrati contro Ivan Dodig / Austin Krajicek.

### 2023: due titoli ATP e 41º in doppio, primo quarto di finale ATP in singolare
Gioca i primi tornei stagionali assieme a Marcelo Demoliner, con il quale esce al secondo turno agli Australian Open e raggiunge la semifinale all'Argentina Open, persa contro Bolelli e Fognini. A marzo vince il secondo titolo nel circuito maggiore al Chile Open con Andrea Pellegrino superando in finale Thiago Seyboth Wild e Matias Soto al terzo set. Con Luciano Darderi perde la finale di doppio al Viña del Mar Challenger, dove esce in semifinale in singolare. Continua l'ascesa nel ranking ad aprile, quando si impone con Demoliner anche all'ATP 250 di Marrakech con il successo in tre set in finale contro Alexander Erler e Lucas Miedler. Nel torneo marocchino raggiunge inoltre per la prima volta i quarti di finale nel circuito maggiore in singolare: elimina la testa di serie nº 8 Nicolás Jarry, Jaume Munar e cede in due set a Daniel Evans. Perde la finale in doppio al successivo Challenger 125 di Oeiras. Al Masters 1000 di Madrid, dopo essersi qualificato per il tabellone principale, elimina l'ex nº 1 del mondo Andy Murray e perde al secondo turno contro Daniil Medvedev. Esce al secondo turno in doppio assieme ad Andrea Pellegrino agli Internazionali d'Italia.
Il 30 maggio ottiene la sua prima vittoria in singolare in un torneo del Grande Slam al Roland Garros, eliminando la testa di serie nº 31 Miomir Kecmanović dopo oltre 5 ore di gioco ed esce di scena al secondo turno; la settimana successiva porta il miglior ranking di singolare alla 128ª posizione. A fine giugno disputa in coppia con Simone Bolelli la sua prima finale di doppio in un torneo ATP 500 ad Halle, e viene sconfitto nel set decisivo da Marcelo Melo / John Peers Continua l'ascesa nel ranking di doppio a luglio, quando ancora con Bolelli raggiunge la finale all'ATP di Umago e vengono sconfitti da Blaž Rola / Nino Serdarušić; a fine torneo sale al 41º posto mondiale. Dopo un mese di inattività, rientra agli US Open e con Bolelli viene eliminato al primo turno. A fine stagione vince due Challenger consecutivi a Valencia con Andrea Pellegrino e a Maia con Marco Bortolotti.

### 2024: primo titolo Slam in doppio misto; due finali Slam, tre titoli ATP, 6º nel ranking di doppio e Coppa Davis
Insieme a Bolelli disputa la sua prima finale in un torneo del Grande Slam agli Australian Open 2024 e vengono sconfitti da Rohan Bopanna / Matthew Ebden con il punteggio di 7–6, 7–5, impresa che gli vale il 27º posto mondiale. Sale al 23º vincendo il suo quarto titolo ATP, il primo in coppia con Bolelli, al successivo ATP 250 di Buenos Aires con il successo in finale su Marcel Granollers / Horacio Zeballos per 6–2, 7–6. Nel torneo di singolare supera le qualificazioni e per la seconda volta in carriera raggiunge i quarti in un torneo ATP eliminando Thiago Seyboth Wild e la testa di serie nº 7 Laslo Đere, prima di cedere a Carlos Alcaraz per 6–7, 1–6. Al Masters 1000 di Indian Wells raggiunge con Bolelli la sua prima semifinale in un torneo Masters 1000, persa per 8–10 nel set decisivo contro Granollers / Zeballos, che riscattano la sconfitta subita a Buenos Aires. Sconfitto al turno di esordio in doppio a Miami, supera le qualificazioni in singolare e sconfigge al primo turno Pedro Cachín prima di essere eliminato da Jannik Sinner.
Riprende a salire nel ranking di doppio con ottime prestazioni assieme a Bolelli nei tornei primaverili su terra battuta. Raggiungono i quarti di finale al Monte Carlo Masters e al Madrid Open poi la semifinale agli Internazionali d'Italia, persa in due set contro Marcelo Arévalo / Mate Pavić dopo aver eliminato i numeri 3 e 4 del mondo Matthew Ebden / Rohan Bopanna. A fine torneo Vavassori sale alla 20ª posizione mondiale. Al Roland Garros la coppia italiana raggiunge la seconda finale Slam consecutiva replicando la sequenza di Roma negli ultimi due turni: vittoria in semifinale contro Bopanna / Ebden e sconfitta in finale contro Arévalo / Pavić; il risultato proietta Vavassori nella top 10 del ranking e gli garantisce la qualificazione ai Giochi Olimpici di Parigi. Ad Halle con Bolelli vince il suo primo titolo sull'erba, nonché il suo primo titolo al di fuori della terra rossa. Non superano il primo turno a Wimbledon e ai Giochi olimpici di Parigi.
Il 5 settembre conquista con Sara Errani il primo titolo Slam in carriera agli US Open sconfiggendo in finale Townsend / Young e diventano la prima coppia italiana a vincere un torneo del Grande Slam in doppio misto nell'Era Open. Nel torneo maschile si ferma con Bolelli al terzo turno. Ancora con Bolelli fa il suo esordio nella squadra italiana di Coppa Davis nella fase a gruppi delle Finals, vincono solo uno dei tre match disputati ma l'Italia passa comunque ai quarti. Si riscattano vincendo il successivo ATP 500 di Pechino prendendosi la rivincita in finale sui campioni di Wimbledon Heliövaara / Patten. Raggiungono quindi i quarti di finale allo Shanghai Masters e Vavassori sale al 6º posto mondiale, miglior posizione mai raggiunta in precedenza da un doppista italiano dall’introduzione del calcolo computerizzato. Si qualifica per la prima volta in carriera alle ATP Finals, e con Bolelli viene eliminato nel round robin con un bilancio di una vittoria e due sconfitte. Chiude la stagione con la terza vittoria dell'Italia in Coppa Davis, pur non venendo schierato nella fase a eliminazione diretta.

### 2025: quattro titoli ATP, finale agli Australian Open e successi in doppio misto al Roland Garros e a Indian Wells
La coppia italiana inizia il 2025 con la vittoria nella finale di doppio all'Adelaide International su Kevin Krawietz / Tim Puetz. A un anno di distanza vengono nuovamente sconfitti in finale di doppio agli Australian Open, questa volta da Henry Patten / Harri Heliövaara. Trionfano poi nella finale di Rotterdam, battendo Sander Gille / Jan Zielinski. La settimana successiva perde la finale di singolare al Bahrain Ministry of Interior Tennis Challenger contro Márton Fucsovics. A marzo, in coppia con Sara Errani, si afferma in doppio misto all'Indian Wells Open battendo Bethanie Mattek-Sands / Mate Pavić. Dopo il successo a Rotterdam, in coppia con Bolelli vince solo due incontri di primo turno nei successivi sette tornei disputati, e tra le sconfitte al turno di esordio vi sono qualle di Indian Wells, Monte-Carlo, Madrid e Roma. Tornano a vincere nell'ATP 500 dell'Hamburg Open, nella cui finale hanno la meglio su Andrés Molteni / Fernando Romboli. Insieme a Sara Errani, si aggiudica il doppio misto al Roland Garros battendo in finale Townsend / King con il punteggio di 6-4, 6-2. Nel torneo di doppio maschile non va oltre il terzo turno con Bolelli ed entrambi escono dalla top 10.
Si riscattano raggiungendo la finale dell'Halle Open e cedono in due set a Kevin Krawietz / Tim Pütz, mentre ancora una volta escono al secondo turno a Wimbledon. Vincono l'ATP 500 del Washington Open, battendo in finale i numeri 3 del tabellone Hugo Nys / Edouard Roger-Vasselin per 6-3, 6-4. Al Masters di Cincinnati vengono eliminati nei quarti di finale da Julian Cash / Lloyd Glasspool in due tie-break.

## Statistiche

### Doppio

#### Vittorie (10)
| Legenda doppio       |
| -------------------- |
| Grande Slam (0)      |
| ATP Finals (0)       |
| ATP Masters 1000 (0) |
| ATP Tour 500 (5)     |
| ATP Tour 250 (5)     |

| N.  | Data             | Torneo                           | Superficie  | Compagno          | Avversari in finale                | Punteggio           |
| --- | ---------------- | -------------------------------- | ----------- | ----------------- | ---------------------------------- | ------------------- |
| 1.  | 10 aprile 2021   | Sardegna Open, Cagliari          | Terra rossa | Lorenzo Sonego    | Simone Bolelli Andrés Molteni      | 6–3, 6–4            |
| 2.  | 4 marzo 2023     | Chile Open, Santiago del Cile    | Terra rossa | Andrea Pellegrino | Thiago Seyboth Wild Matías Soto    | 6–4, 3–6, [12–10]   |
| 3.  | 8 aprile 2023    | Grand Prix Hassan II, Marrakech  | Terra rossa | Marcelo Demoliner | Alexander Erler Lucas Miedler      | 6–4, 3–6, [12–10]   |
| 4.  | 18 febbraio 2024 | Argentina Open, Buenos Aires     | Terra rossa | Simone Bolelli    | Marcel Granollers Horacio Zeballos | 6–2, 7–6(6)         |
| 5.  | 23 giugno 2024   | Halle Open, Halle                | Erba        | Simone Bolelli    | Kevin Krawietz Tim Pütz            | 7–6(3), 7–6(5)      |
| 6.  | 2 ottobre 2024   | China Open, Pechino              | Cemento     | Simone Bolelli    | Harri Heliövaara Henry Patten      | 4–6, 6–3, [10–5]    |
| 7.  | 11 gennaio 2025  | Adelaide International, Adelaide | Cemento     | Simone Bolelli    | Kevin Krawietz Tim Pütz            | 4–6, 7–6(4), [11–9] |
| 8.  | 9 febbraio 2025  | Rotterdam Open, Rotterdam        | Cemento (i) | Simone Bolelli    | Sander Gillé Jan Zieliński         | 6–2, 4–6, [10–6]    |
| 9.  | 24 maggio 2025   | Hamburg Open, Amburgo            | Terra rossa | Simone Bolelli    | Andrés Molteni Fernando Romboli    | 6–4, 6–0            |
| 10. | 27 luglio 2025   | Washington Open, Washington      | Cemento     | Simone Bolelli    | Hugo Nys Édouard Roger-Vasselin    | 6–3, 6–4            |

#### Finali perse (7)
| Legenda doppio       |
| -------------------- |
| Grande Slam (3)      |
| ATP Finals (0)       |
| ATP Masters 1000 (0) |
| ATP Tour 500 (2)     |
| ATP Tour 250 (2)     |

| N. | Data            | Torneo                          | Superficie  | Compagno       | Avversari in finale               | Punteggio            |
| -- | --------------- | ------------------------------- | ----------- | -------------- | --------------------------------- | -------------------- |
| 1. | 9 aprile 2022   | Grand Prix Hassan II, Marrakech | Terra rossa | Jan Zieliński  | Rafael Matos David Vega Hernández | 1–6, 5–7             |
| 2. | 25 giugno 2023  | Halle Open, Halle               | Erba        | Simone Bolelli | Marcelo Melo John Peers           | 6(3)–7, 6–3, [6–10]  |
| 3. | 29 luglio 2023  | Croatia Open Umag, Umago        | Terra rossa | Simone Bolelli | Blaž Rola Nino Serdarušić         | 6–4, 6(2)–7, [13–15] |
| 4. | 27 gennaio 2024 | Australian Open, Melbourne      | Cemento     | Simone Bolelli | Rohan Bopanna Matthew Ebden       | 6(0)–7, 5–7          |
| 5. | 8 giugno 2024   | Open di Francia, Parigi         | Terra rossa | Simone Bolelli | Marcelo Arévalo Mate Pavić        | 5–7, 3–6             |
| 6. | 25 gennaio 2025 | Australian Open, Melbourne (2)  | Cemento     | Simone Bolelli | Harri Heliövaara Henry Patten     | 7–6(16), 6(5)–7, 3–6 |
| 7. | 22 giugno 2025  | Halle Open, Halle (2)           | Erba        | Simone Bolelli | Kevin Krawietz Tim Pütz           | 3–6, 6(4)–7          |

### Doppio misto

#### Vittorie (3)
| Legenda                 |
| ----------------------- |
| Australian Open (0)     |
| Open di Francia (1)     |
| Torneo di Wimbledon (0) |
| US Open (1)             |
| ATP Masters 1000 (1)    |

| N. | Data             | Torneo                          | Superficie  | Compagna    | Avversari in finale              | Punteggio           |
| -- | ---------------- | ------------------------------- | ----------- | ----------- | -------------------------------- | ------------------- |
| 1. | 5 settembre 2024 | US Open, New York               | Cemento     | Sara Errani | Taylor Townsend Donald Young     | 7–6(0), 7–5         |
| 2. | 14 marzo 2025    | Indian Wells Open, Indian Wells | Cemento     | Sara Errani | Bethanie Mattek-Sands Mate Pavić | 6(3)–7, 6–3, [10–8] |
| 3. | 5 giugno 2025    | Open di Francia, Parigi         | Terra rossa | Sara Errani | Taylor Townsend Evan King        | 6–4, 6–2            |

### Tornei minori

#### Singolare

##### Finali perse (7)
| Legenda tornei minori |
| --------------------- |
| Challenger (3)        |
| ITF (4)               |

| N. | Data             | Torneo                                                 | Superficie  | Avversario in finale | Punteggio        |
| -- | ---------------- | ------------------------------------------------------ | ----------- | -------------------- | ---------------- |
| 1. | 3 aprile 2016    | Egypt F11, Sharm el–Sheikh                             | Cemento     | Jaroslav Pospíšil    | 4–6, 4–6         |
| 2. | 31 luglio 2016   | Egypt F17, Sharm el–Sheikh                             | Cemento     | Lorenzo Frigerio     | 1–6, 6(6)–7      |
| 3. | 9 ottobre 2016   | Egypt 27, Sharm el–Sheikh                              | Cemento     | Lloyd Harris         | 4–6, 2–6         |
| 4. | 5 gennaio 2020   | M15 Te Anau, Te Anau                                   | Cemento     | Luke Saville         | 3–6, 1–6         |
| 5. | 31 luglio 2022   | San Benedetto Tennis Cup, San Benedetto del Tronto     | Terra rossa | Raul Brancaccio      | 1–6, 1–6         |
| 6. | 7 agosto 2022    | Internazionali del Friuli Venezia Giulia, Cordenons    | Terra rossa | Zhang Zhizhen        | 6–2, 6(5)–7, 3–6 |
| 7. | 15 febbraio 2025 | Bahrain Ministry of Interior Tennis Challenger, Manama | Cemento     | Márton Fucsovics     | 3–6, 7–6(3), 4–6 |

#### Doppio

##### Vittorie (29)
| Legenda tornei minori |
| --------------------- |
| Challenger (16)       |
| ITF (13)              |

| N.  | Data              | Torneo                                              | Superficie      | Compagno             | Avversari in finale                        | Punteggio               |
| --- | ----------------- | --------------------------------------------------- | --------------- | -------------------- | ------------------------------------------ | ----------------------- |
| 1.  | 14 febbraio 2016  | Great Britain F2, Sunderland                        | Cemento (i)     | George von Massow    | Lloyd Glasspool Joshua Ward-Hibbert        | 7-5, 6-3                |
| 2.  | 6 marzo 2016      | Italy F1, Trento                                    | Sintetico (i)   | Riccardo Sinicropi   | Jonathan Kanar Hugo Voljacques             | 6-2, 6-1                |
| 3.  | 22 maggio 2016    | Italy F11, Frascati                                 | Terra rossa     | Riccardo Sinicropi   | Tuna Altuna Adelchi Virgili                | 4-6, 6-3, [10-1]        |
| 4.  | 26 giugno 2016    | Zimbabwe F1, Harare                                 | Cemento         | Hugo Nys             | Benjamin Lock Courtney John Lock           | 6-3, 6-3                |
| 5.  | 14 agosto 2016    | Egypt F19, Sharm el-Sheikh                          | Cemento         | Luca Pancaldi        | Marek Jaloviec Tomáš Papik                 | 6(5)-7, 7-6(10), [10-6] |
| 6.  | 28 agosto 2016    | Italy F26, Piombino                                 | Cemento         | Jacopo Stefanini     | Hugo Grenier Yannick Jankovits             | 6-3, 6-4                |
| 7.  | 11 giugno 2017    | Italy F16, Padova                                   | Terra rossa     | Julian Ocleppo       | Franco Agamenone Facundo Mena              | 4-6, 6-1, [10-8]        |
| 8.  | 18 giugno 2017    | Italy F17, Bergamo                                  | Terra rossa     | Walter Trusendi      | Franco Agamenone Fernando Romboli          | 6-1, 3-6, [13-11]       |
| 9.  | 16 luglio 2017    | Egypt F20, Sharm el-Sheikh                          | Cemento         | Julian Ocleppo       | Nathaniel Lammons Bernardo Saraiva         | 2-6, 6-3, [10-8]        |
| 10. | 8 ottobre 2017    | Italy F32, Pula                                     | Terra rossa     | Walter Trusendi      | Hunter Johnson Yates Johnson               | 7-6(3), 6-3             |
| 11. | 5 novembre 2017   | Italy F36, Pula                                     | Terra rossa     | Alessandro Motti     | Marc Fornell Mestres Frederico Gil         | 3-6, 6-4, [10-8]        |
| 12. | 26 novembre 2017  | Internazionali di Castel del Monte, Andria          | Cemento (i)     | Lorenzo Sonego       | Sander Arends Sander Gillé                 | 6-3, 3-6, [10-7]        |
| 13. | 11 febbraio 2018  | Egypt F4, Sharm el-Sheikh                           | Cemento         | Julian Ocleppo       | Marek Gengel David Poljak                  | 7-5, 6-4                |
| 14. | 29 aprile 2018    | Internazionali d'Abruzzo, Francavilla al Mare       | Terra rossa     | Julian Ocleppo       | Ariel Behar Máximo González                | 7-6(5), 7-6(3)          |
| 15. | 1 luglio 2018     | Aspria Tennis Cup, Milano                           | Terra rossa     | Julian Ocleppo       | Gonzalo Escobar Fernando Romboli           | 4-6, 6-1, [11-9]        |
| 16. | 22 luglio 2018    | San Benedetto Tennis Cup, San Benedetto del Tronto  | Terra rossa     | Julian Ocleppo       | Sergio Galdós Federico Zeballos            | 6-3, 6-2                |
| 17. | 9 giugno 2019     | Poznań Open, Poznań                                 | Terra rossa     | David Vega Hernández | Pedro Martínez Mark Vervoort               | 6-4, 6(4)-7, [10-6]     |
| 18. | 5 gennaio 2020    | M15 Te Anau, Te Anau                                | Cemento         | Luca Margaroli       | Rhett Purcell Calum Puttergill             | 7-5, 6(2)-7, [10-8]     |
| 19. | 6 dicembre 2020   | Maia Open, Maia                                     | Terra rossa (i) | Zdeněk Kolář         | Lloyd Glasspool Harri Heliövaara           | 6-3, 6-4                |
| 20. | 28 marzo 2021     | Challenger Lugano, Lugano                           | Cemento (i)     | Andre Begemann       | Denys Molčanov Serhij Stachovs'kyj         | 7-6(11), 4-6, [10-8]    |
| 21. | 10 settembre 2021 | NÖ Open, Tulln an der Donau                         | Terra rossa     | Dustin Brown         | Rafael Matos Felipe Meligeni Alves         | 7-6(5), 6-1             |
| 22. | 9 ottobre 2021    | Tennis Napoli Cup, Napoli                           | Terra rossa     | Dustin Brown         | Mirza Bašić Nino Serdarušić                | 7-5, 7-6(5)             |
| 23. | 26 marzo 2022     | Zadar Open, Zara                                    | Terra rossa     | Zdeněk Kolář         | Franco Agamenone Manuel Guinard            | 3-6, 7-6(7), [10-6]     |
| 24. | 16 luglio 2022    | Internazionali di Verona, Verona                    | Terra rossa     | Luis David Martínez  | Juan Ignacio Galarza Tomás Lipovšek Puches | 7-6(4), 3-6, [12-10]    |
| 25. | 6 agosto 2022     | Internazionali del Friuli Venezia Giulia, Cordenons | Terra rossa     | Dustin Brown         | Ivan Sabanov Matej Sabanov                 | 6-4, 7-5                |
| 26. | 17 settembre 2022 | Szczecin Open, Stettino                             | Terra rossa     | Dustin Brown         | Roman Jebavý Adam Pavlásek                 | 6-4, 5-7, [10-8]        |
| 27. | 25 settembre 2022 | Genoa Open Challenger, Genova                       | Terra rossa     | Dustin Brown         | Roman Jebavý Adam Pavlásek                 | 6-2, 6-2                |
| 28. | 26 novembre 2023  | Open Ciudad de València, Valencia                   | Terra rossa     | Andrea Pellegrino    | Daniel Rincón Oriol Roca Batalla           | 6-2, 6-4                |
| 29. | 2 dicembre 2023   | Maia Challenger, Maia                               | Terra rossa (i) | Marco Bortolotti     | Fernando Romboli Szymon Walków             | 6-4, 3-6, [12-10]       |

##### Finali perse (30)
| Legenda tornei minori |
| --------------------- |
| Challenger (18)       |
| ITF (12)              |

| N.  | Data              | Torneo                                      | Superficie  | Compagno             | Avversari in finale                      | Punteggio            |
| --- | ----------------- | ------------------------------------------- | ----------- | -------------------- | ---------------------------------------- | -------------------- |
| 1.  | 19 luglio 2015    | Italy F18, Modena                           | Terra rossa | Alessandro Luisi     | Andrea Collarini Tomás Lipovsek Puches   | 5-7, 7-5, [7-10]     |
| 2.  | 30 agosto 2015    | Italy F24, Piombino                         | Cemento     | Jacopo Stefanini     | Mark Vervoort Ilija Vučić                | 6(6)-7, 2-6          |
| 3.  | 29 maggio 2016    | Italy F12, Lecco                            | Terra rossa | Matteo Volante       | Tuna Altuna Andriej Kapaś                | 7-6(7), 2-6, [7-10]  |
| 4.  | 31 luglio 2016    | Egypt F17, Sharm el-Sheikh                  | Cemento     | Lorenzo Frigerio     | Marek Jaloviec Bradley Mousley           | 6-2, 3-6, [4-10]     |
| 5.  | 7 agosto 2016     | Egypt F18, Sharm el-Sheikh                  | Cemento     | Luca Pancaldi        | Marek Jaloviec Bradley Mousley           | 1-6, 2-6             |
| 6.  | 11 settembre 2016 | Italy F28, Reggio Emilia                    | Terra rossa | Andrea Pellegrino    | Matteo Berrettini Jacopo Stefanini       | 3-6, 6(5)-7          |
| 7.  | 9 ottobre 2016    | Egypt F27, Sharm el-Sheikh                  | Cemento     | Antonio Massara      | Piotr Matuszewski Kacper Żuk             | 3-6, 2-6             |
| 8.  | 16 ottobre 2016   | Egypt F28, Sharm el-Sheikh                  | Cemento     | Antonio Massara      | Kamil Gajewski Szymon Walków             | 6(6)-7, 3-6          |
| 9.  | 12 febbraio 2017  | Great Britain F2, Tipton                    | Cemento (i) | Andrea Pellegrino    | Jannis Kahlke Oscar Otte                 | 7-5, 2-6, [5-10]     |
| 10. | 28 maggio 2017    | Italy F14, Frascati                         | Terra rossa | Federico Maccari     | Alex Bolt Jason Kubler                   | 1-6, 6(6)-7          |
| 11. | 9 luglio 2017     | Guzzini Challenger, Recanati                | Cemento     | Julian Ocleppo       | Jonathan Eysseric Quentin Halys          | 7-6(3), 4-6, [10-12] |
| 12. | 17 settembre 2017 | Italy F29, Pula                             | Terra rossa | Cristian Carli       | Fred Simonsson Corrado Summaria          | 1-6, 4-6             |
| 13. | 15 ottobre 2017   | Italy F33, Pula                             | Terra rossa | Walter Trusendi      | Omar Giacalone Jacopo Stefanini          | 5-7, 2-6             |
| 14. | 10 giugno 2018    | Poznań Open, Poznań                         | Terra rossa | Attila Balázs        | Mateusz Kowalczyk Szymon Walków          | 5-7, 7-6(8), [8-10]  |
| 15. | 29 luglio 2018    | Padova Challenger, Padova                   | Terra rossa | Walter Trusendi      | Tomislav Brkić Ante Pavić                | 2-6, 6(4)-7          |
| 16. | 6 gennaio 2019    | Orlando Open, Orlando                       | Cemento     | Gonçalo Oliveira     | Romain Arneodo Andrėj Vasileŭski         | 6(2)-7, 6-2, [13-15] |
| 17. | 30 giugno 2019    | Aspria Tennis Cup, Milano                   | Terra rossa | Andrėj Vasileŭski    | Tomislav Brkić Ante Pavić                | 6(6)-7, 2-6          |
| 18. | 7 luglio 2019     | Guzzini Challenger, Recanati                | Cemento     | David Vega Hernández | Gonçalo Oliveira Ramkumar Ramanathan     | 2-6, 4-6             |
| 19. | 25 agosto 2019    | Internazionali Città dell'Aquila, L'Aquila  | Terra rossa | Luca Margaroli       | Tomislav Brkić Ante Pavić                | 3-6, 2-6             |
| 20. | 27 ottobre 2019   | Brest Challenger, Brest                     | Cemento (i) | David Vega Hernández | Denys Molčanov Andrėj Vasileŭski         | 3-6, 1-6             |
| 21. | 12 gennaio 2020   | Internationaux de Nouvelle-Calédonie, Numea | Cemento     | Luca Margaroli       | Andrea Pellegrino Mario Vilella Martínez | 6(1)-7, 6-3, [10-12] |
| 22. | 2 febbraio 2020   | Burnie International, Burnie                | Cemento     | Luca Margaroli       | Harri Heliövaara Sem Verbeek             | 6(5)-7, 6(4)-7       |
| 23. | 23 febbraio 2020  | Internazionali di Bergamo, Bergamo          | Cemento     | Luca Margaroli       | Julian Ocleppo Zdeněk Kolář              | 4-6, 3-6             |
| 24. | 27 settembre 2020 | Internazionali Città di Forlì, Forlì        | Terra rossa | Andrej Golubev       | Tomislav Brkić Nikola Ćaćić              | 6-3, 5-7, [3-10]     |
| 25. | 4 settembre 2021  | Città di Como Challenger, Como              | Terra rossa | Luis David Martínez  | Rafael Matos Felipe Meligeni Alves       | 7-6(2), 4-6, [6-10]  |
| 26. | 16 ottobre 2021   | Vesuvio Cup, Ercolano                       | Terra rossa | Dustin Brown         | Marco Bortolotti Sergio Martos Gornés    | 4-6, 6-3, [7-10]     |
| 27. | 27 novembre 2021  | Open Città di Bari, Bari                    | Cemento     | David Vega Hernández | Lloyd Glasspool Harri Heliövaara         | 3-6, 0-6             |
| 28. | 18 marzo 2023     | Viña del Mar Challenger, Viña del Mar       | Terra rossa | Luciano Darderi      | Diego Hidalgo Cristian Rodríguez         | 4-6, 6(5)-7          |
| 29. | 22 aprile 2023    | Oeiras Challenger, Oeiras                   | Terra rossa | Marcelo Demoliner    | Victor Vlad Cornea Franko Škugor         | 6(2)-7, 6(4)-7       |
| 30. | 5 aprile 2025     | Open Menorca, Minorca                       | Terra rossa | Matteo Vavassori     | Sebastian Ofner Benjamin Hassan          | 5-7, 3-6             |

## Risultati in progressione
| Sigla | Risultato               |
| ----- | ----------------------- |
| V     | Vincitore               |
| F     | Finalista               |
| SF    | Semifinalista           |
| O     | Oro olimpico            |
| A     | Argento olimpico        |
| SF    | Bronzo olimpico         |
| QF    | Quarti di Finale        |
| 4T    | Quarto turno            |
| 3T    | Terzo turno             |
| 2T    | Secondo turno           |
| 1T    | Primo turno             |
| RR    | Round Robin             |
| LQ    | Turno di qualificazione |
| A     | Assente                 |
| ND    | Non disputato           |

| Legenda superfici    |
| -------------------- |
| Cemento              |
| Terra battuta        |
| Erba                 |
| Superficie variabile |

### Doppio
Statistiche aggiornate al 9 febbraio 2025
| Torneo                     | 2018          | 2019          | 2020          | 2021          | 2022          | 2023          | 2024          | 2025          | Titoli      | V–S         | V%          |
| Tornei Grande Slam         |               |               |               |               |               |               |               |               |             |             |             |
| Australian Open            | A             | A             | A             | 2T            | 1T            | 2T            | F             | F             | 0 / 5       | 12–5        | 71%         |
| Roland Garros              | A             | A             | A             | 1T            | 2T            | 1T            | F             | 3T            | 0 / 5       | 8–5         | 62%         |
| Wimbledon                  | A             | A             | A             | 1T            | 2T            | 2T            | 1T            | 2T            | 0 / 5       | 3–5         | 38%         |
| US Open                    | A             | A             | A             | A             | 3T            | 1T            | 3T            |               | 0 / 3       | 4–3         | 57%         |
| Vittorie–Sconfitte         | -             | -             | -             | 1–3           | 4–4           | 2–4           | 12–4          | 8–3           | 0 / 18      | 27–18       | 60%         |
| Torneo di fine anno        |               |               |               |               |               |               |               |               |             |             |             |
| ATP Finals                 | NQ            | NQ            | NQ            | NQ            | NQ            | NQ            | RR            |               | 0 / 1       | 1–2         | 33%         |
| Vittorie–Sconfitte         | -             | -             | -             | -             | -             | -             | 1–2           |               | 0 / 1       | 1–2         | 33%         |
| Nazionale                  |               |               |               |               |               |               |               |               |             |             |             |
| Giochi Olimpici            | Non disputati | Non disputati | Non disputati | A             | Non disputati | Non disputati | 1T            | ND            | 0 / 1       | 0–1         | 0%          |
| Coppa Davis                | A             | A             | ND            | A             | A             | A             | V             |               | 1 / 1       | 1–2         | 33%         |
| ATP Cup                    | Non disputata | Non disputata | A             | F             | A             | Non disputata | Non disputata | Non disputata | 0 / 1       | 0–1         | 0%          |
| United Cup                 | Non disputata | Non disputata | Non disputata | Non disputata | Non disputata | F             | A             | QF            | 0 / 2       | 4–0         | 100%        |
| Vittorie–Sconfitte         | -             | -             | -             | 0–1           | -             | 1–0           | 1–3           | 3–0           | 1 / 5       | 5–4         | 56%         |
| ATP Tour Masters 1000      |               |               |               |               |               |               |               |               |             |             |             |
| Indian Wells               | A             | A             | ND            | A             | A             | A             | SF            |               | 0 / 1       | 2–1         | 67%         |
| Miami                      | A             | A             | ND            | A             | A             | A             | 1T            |               | 0 / 1       | 0–1         | 0%          |
| Monte Carlo                | A             | A             | ND            | A             | A             | A             | QF            |               | 0 / 1       | 2–1         | 67%         |
| Madrid                     | A             | A             | ND            | A             | A             | A             | QF            |               | 0 / 1       | 2–1         | 67%         |
| Roma                       | 1T            | A             | QF            | 1T            | A             | 2T            | SF            |               | 0 / 5       | 6–5         | 55%         |
| Montréal/Toronto           | A             | A             | ND            | A             | A             | A             | QF            |               | 0 / 1       | 2–1         | 67%         |
| Cincinnati                 | A             | A             | A             | A             | A             | A             | 2T            |               | 0 / 1       | 1–1         | 50%         |
| Shanghai                   | A             | A             | Non disputato | Non disputato | Non disputato | A             | QF            |               | 0 / 1       | 2–1         | 67%         |
| Parigi                     | A             | A             | A             | A             | A             | A             | 1T            |               | 0 / 1       | 0–1         | 0%          |
| Vittorie–Sconfitte         | 0–1           | -             | 2–1           | 0–1           | -             | 1–1           | 14–9          |               | 0 / 13      | 17–13       | 57%         |
| ATP Tour 500               |               |               |               |               |               |               |               |               |             |             |             |
| Rotterdam                  | A             | A             | A             | A             | A             | A             | A             | V             | 1 / 1       | 4–0         | 100%        |
| Rio de Janeiro             | A             | A             | A             | ND            | QF            | A             | SF            |               | 0 / 2       | 3–2         | 60%         |
| Dubai                      | A             | A             | A             | QF            | A             | A             | A             |               | 0 / 1       | 1–1         | 50%         |
| Barcellona                 | A             | A             | ND            | A             | A             | A             | 1T            |               | 0 / 1       | 0–1         | 0%          |
| Londra                     | A             | A             | ND            | 1T            | A             | A             | A             |               | 0 / 1       | 0–1         | 0%          |
| Halle                      | A             | A             | ND            | A             | A             | F             | V             |               | 1 / 2       | 7–1         | 88%         |
| Pechino                    | A             | A             | Non disputato | Non disputato | Non disputato | A             | V             |               | 1 / 1       | 4–0         | 100%        |
| Vittorie–Sconfitte         | –             | –             | –             | 1–2           | 1–1           | 3–1           | 10–2          | 4–0           | 3 / 9       | 19–6        | 76%         |
| ATP Tour 250               |               |               |               |               |               |               |               |               |             |             |             |
| Melbourne                  | Non disputato | Non disputato | Non disputato | A             | QF            | Non disputato | Non disputato | Non disputato | 0 / 1       | 1–1         | 50%         |
| Adelaide                   | Non disputato | Non disputato | A             | A             | A             | A             | A             | V             | 1 / 1       | 4–0         | 100%        |
| Antalya                    | A             | A             | ND            | SF            | Non disputato | Non disputato | Non disputato | Non disputato | 0 / 1       | 2–1         | 67%         |
| Córdoba                    | ND            | A             | A             | A             | QF            | 1T            | A             |               | 0 / 2       | 1–2         | 33%         |
| Montpellier                | A             | A             | A             | QF            | A             | A             | A             |               | 0 / 1       | 1–1         | 50%         |
| Buenos Aires               | A             | A             | A             | A             | QF            | SF            | V             |               | 1 / 3       | 7–2         | 78%         |
| Doha                       | A             | A             | A             | 1T            | A             | A             | A             |               | 0 / 1       | 0–1         | 0%          |
| Santiago del Cile          | Non disputato | Non disputato | A             | A             | 1T            | V             | QF            |               | 1 / 3       | 4–2         | 67%         |
| Marrakech                  | A             | A             | Non disputato | Non disputato | F             | V             | A             |               | 1 / 2       | 7–1         | 88%         |
| Cagliari                   | Non disputato | Non disputato | Non disputato | V             | Non disputato | Non disputato | Non disputato | Non disputato | 1 / 1       | 3–0         | 100%        |
| Belgrado                   | Non disputato | Non disputato | Non disputato | SF            | A             | ND            | A             |               | 0 / 1       | 2–1         | 67%         |
| Monaco                     | A             | A             | ND            | 1T            | A             | A             | A             |               | 0 / 1       | 0–1         | 0%          |
| Lione                      | A             | A             | ND            | QF            | A             | A             | A             |               | 0 / 1       | 1–1         | 50%         |
| Parma                      | Non disputato | Non disputato | Non disputato | 1T            | Non disputato | Non disputato | Non disputato | Non disputato | 0 / 1       | 0–1         | 0%          |
| 's–Hertogenbosch           | A             | A             | Non disputato | Non disputato | A             | 1T            | A             |               | 0 / 1       | 0–1         | 0%          |
| Mallorca                   | Non disputato | Non disputato | Non disputato | QF            | A             | A             | A             |               | 0 / 1       | 1–1         | 50%         |
| Båstad                     | A             | A             | ND            | QF            | A             | SF            | A             |               | 0 / 2       | 3–2         | 60%         |
| Gstaad                     | A             | A             | ND            | 1T            | 1T            | A             | A             |               | 0 / 2       | 0–2         | 0%          |
| Umago                      | A             | A             | ND            | A             | A             | F             | A             |               | 0 / 1       | 3–1         | 75%         |
| Kitzbühel                  | A             | A             | A             | QF            | A             | QF            | A             |               | 0 / 2       | 2–2         | 50%         |
| Astana                     | Non disputato | Non disputato | A             | QF            | A             | A             | Non disputato | Non disputato | 0 / 1       | 1–1         | 50%         |
| Sofia                      | A             | A             | A             | 1T            | A             | A             | Non disputato | Non disputato | 0 / 1       | 0–1         | 0%          |
| Firenze                    | Non disputato | Non disputato | Non disputato | Non disputato | SF            | Non disputato | Non disputato | Non disputato | 0 / 1       | 2–1         | 67%         |
| Anversa                    | A             | 1T            | A             | A             | A             | A             | A             |               | 0 / 1       | 0–1         | 0%          |
| Stoccolma                  | A             | A             | ND            | QF            | ND            | QF            | A             |               | 0 / 2       | 2–2         | 50%         |
| Napoli                     | Non disputato | Non disputato | Non disputato | Non disputato | SF            | Non disputato | Non disputato | Non disputato | 0 / 1       | 2–1         | 67%         |
| Vittorie–Sconfitte         | -             | 0–1           | -             | 14–14         | 10–8          | 16–7          | 5–1           | 4–0           | 5 / 36      | 49–31       | 61%         |
| Statistiche carriera       |               |               |               |               |               |               |               |               |             |             |             |
|                            | 2018          | 2019          | 2020          | 2021          | 2022          | 2023          | 2024          | 2025          | Titoli      | V–S         | V%          |
| Tornei ATP disputati       | 1             | 1             | 1             | 22            | 13            | 16            | 22            | 4             | 80          | 80          | 80          |
| Finali                     | 0             | 0             | 0             | 2             | 1             | 5             | 6             | 3             | 17          | 17          | 17          |
| Tornei ATP vinti           | 0             | 0             | 0             | 1             | 0             | 1             | 4             | 2             | 8           | 8           | 8           |
| Statistiche per superficie |               |               |               |               |               |               |               |               |             |             |             |
| Vittorie–Sconfitte         | 0–1           | 0–1           | 2–1           | 16–21         | 15–13         | 23–13         | 43–21         | 16–1          | 115–72      | 115–72      | 115–72      |
| Vittorie (%)               | 0%            | 0%            | 67%           | 43%           | 54%           | 64%           | 67%           | 94%           | 61.5%       | 61.5%       | 61.5%       |
| Ranking                    | 133           | 130           | 96            | 71            | 52            | 44            | 10            |               | 2 439 962 $ | 2 439 962 $ | 2 439 962 $ |